# Gewidmete Gräber der Stadt Wien

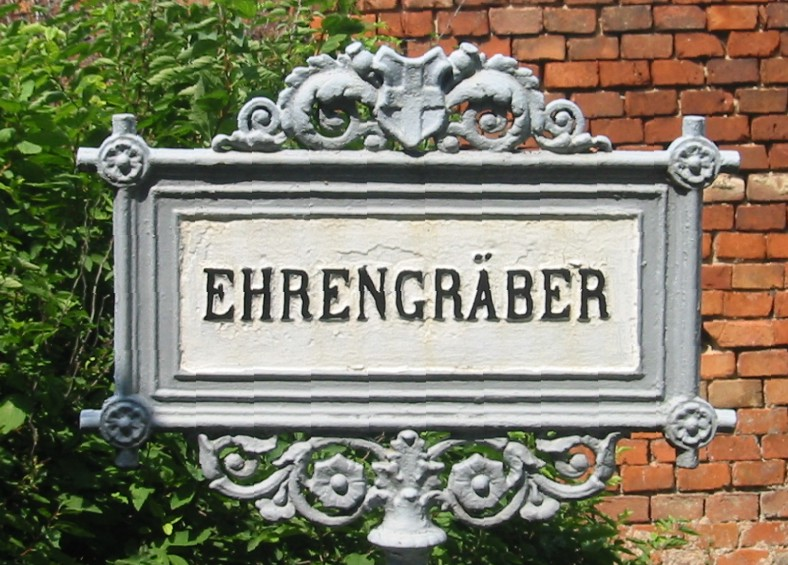
Ehrengräbergruppe

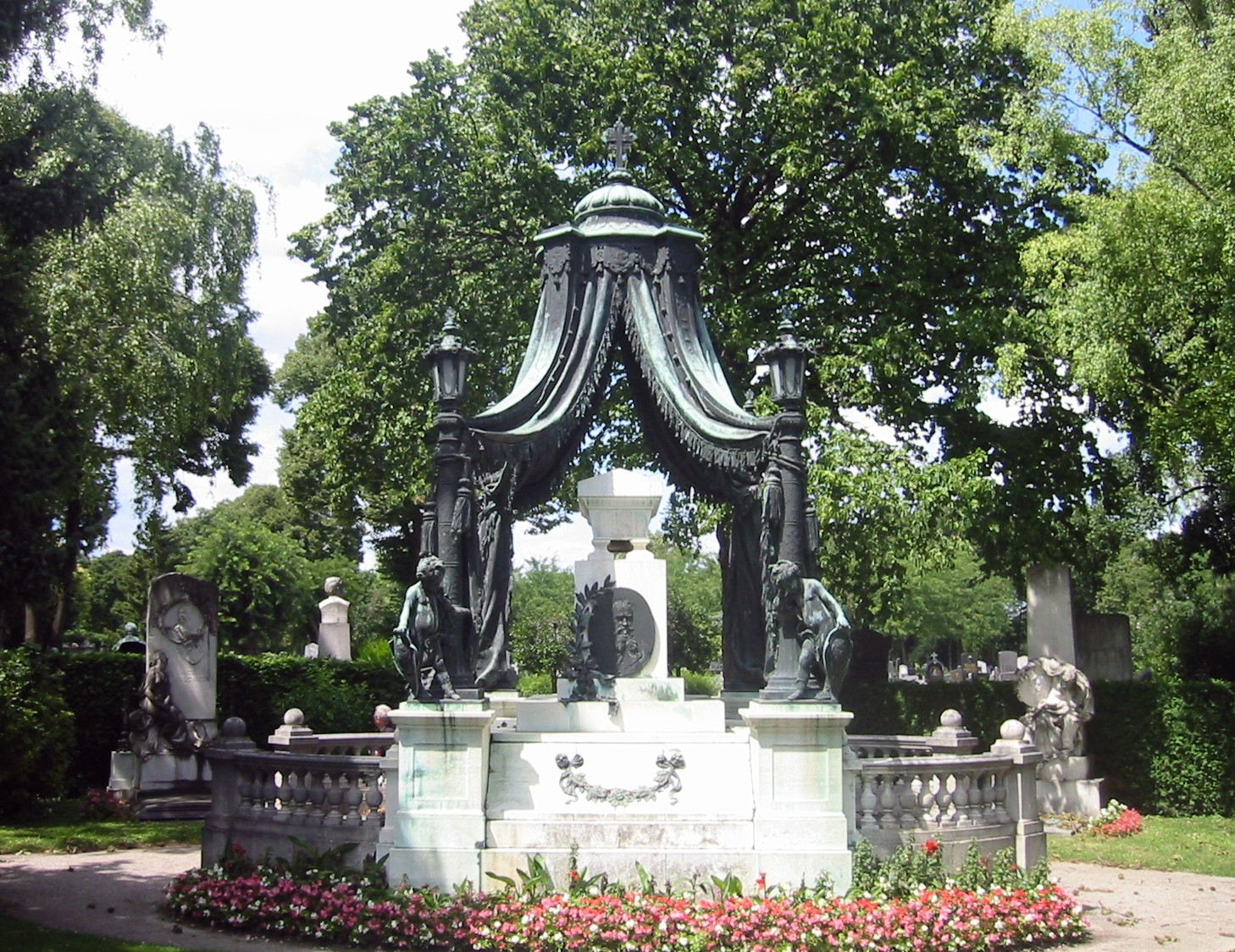
Das monumentale Grab von Johann Nepomuk Prix

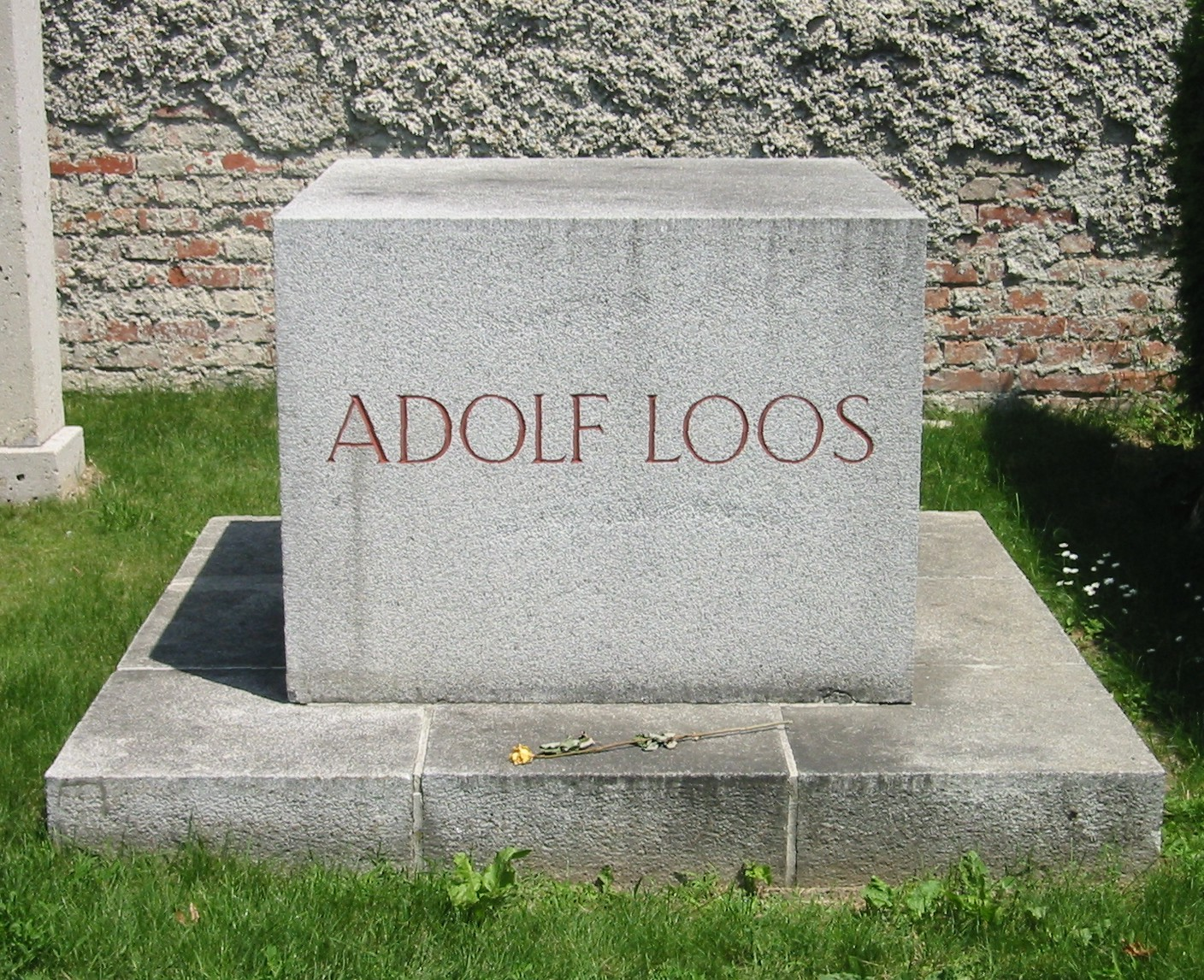
Das als schnörkelloser Steinquader gestaltete Grab von Adolf Loos

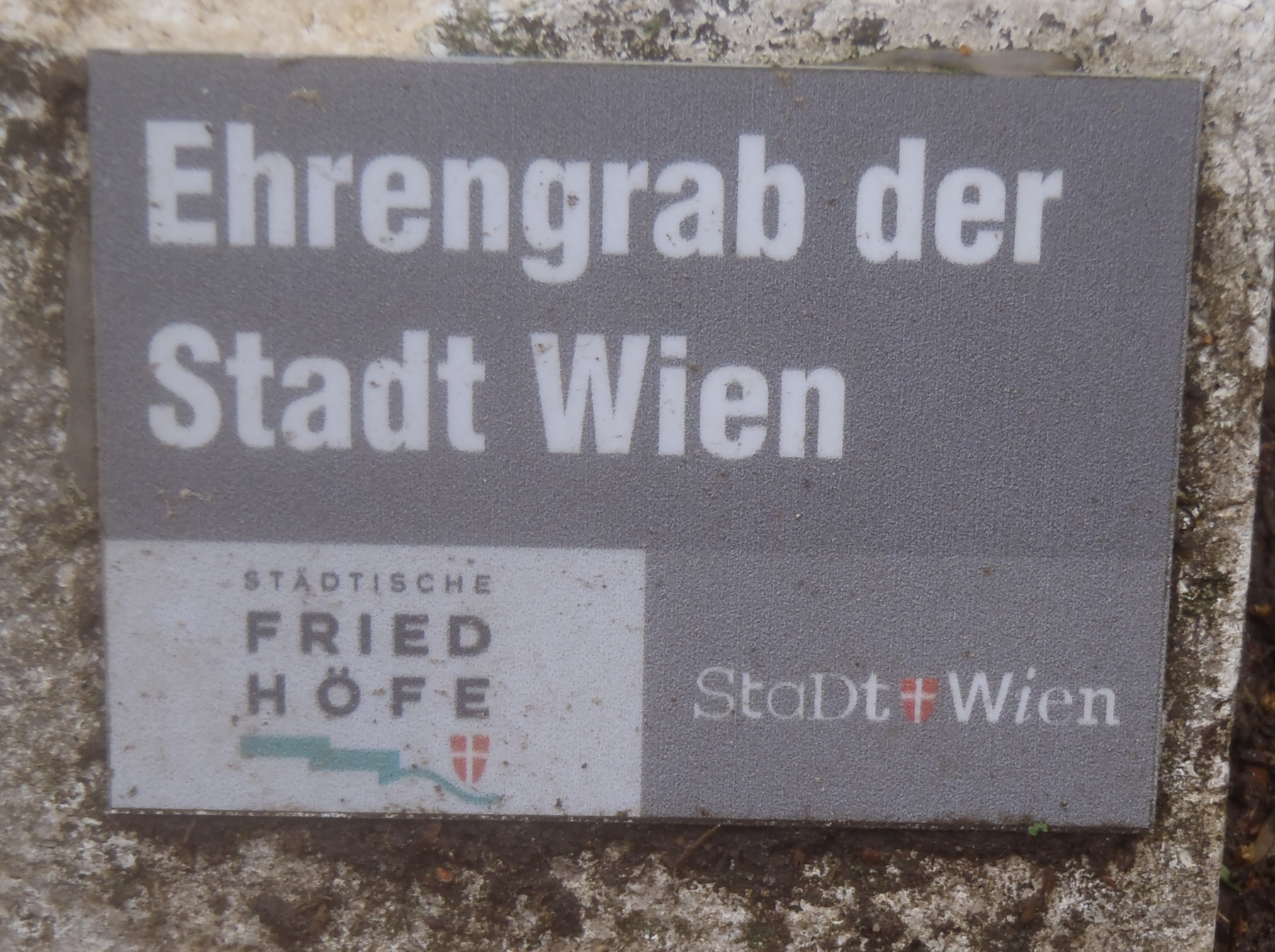
Plakette „Ehrengrab der Stadt Wien“

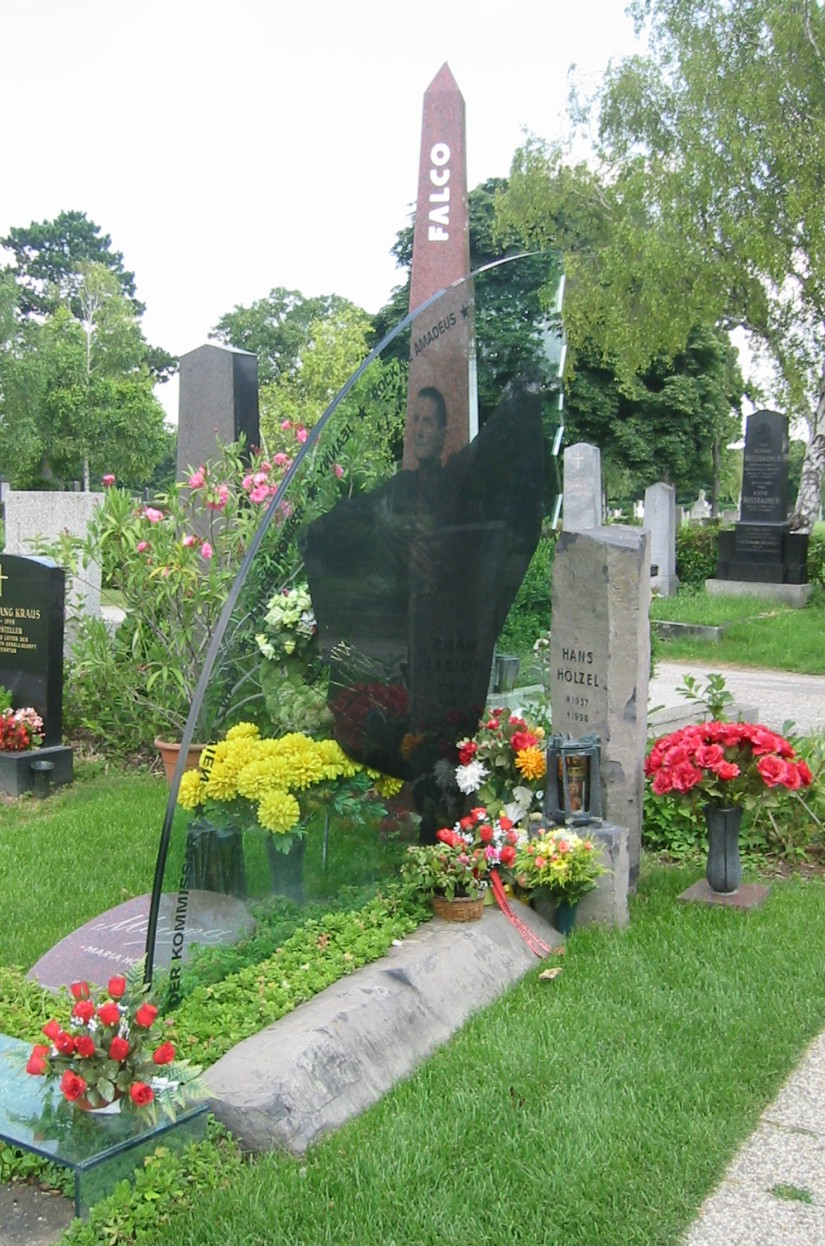
Ehrenhalber gewidmetes Grab des Sängers Falco

Gewidmete Gräber der Stadt Wien (auch Gewidmete Grabstellen) ist der Oberbegriff für Ehrenhalber gewidmete Gräber, die sich auf verschiedenen Friedhöfen befinden, und sogenannte Ehrengräber, die ausschließlich auf dem Zentralfriedhof angelegt werden.
Derzeit (2009) gibt es auf dem Zentralfriedhof mehr als 350 Ehrengräber und mehr als 600 ehrenhalber gewidmete Gräber, mehr als 550 ehrenhalber gewidmete Gräber liegen in Wiener Friedhöfen, und einige wenige außerhalb Wiens.

## Geschichte
Die Errichtung von Ehrengräbern war der erfolgreiche Versuch der Stadt Wien, den 1874 eröffneten Zentralfriedhof in Simmering für die Bevölkerung attraktiver zu machen.
1880 erhielt der Wiener Archiv- und Bibliotheksdirektor Karl Weiß den Auftrag, Gräber verdienter und berühmter Persönlichkeiten in Wien und Umgebung ausfindig zu machen, damit diese in Ehrengräber auf dem Zentralfriedhof umgebettet werden könnten. Eine der ersten in dem von Weiß erstellten „Gräberbuch“ eingetragenen Persönlichkeiten war Franz Freiherr von Uchatius.
Ehrengräber wurden ab 1885 eingerichtet. Mit dem erheblichen Zuwachs im Verlauf der folgenden Jahrzehnte wuchsen auch die Kosten, was 1954 die Stadt Wien veranlasste, neben „Ehrengräbern“ auch „ehrenhalber gewidmete Gräber“ einzuführen, welche das Budget weniger belasten sollten. Die damals eingeführte dritte Kategorie Gewidmete Gräber, die nur auf 10 Jahre vergeben wurden, schaffte man 1978 wieder ab.
- Ehrengräber befinden sich ausschließlich auf dem Zentralfriedhof und in besonderen Ehrengräbergruppen (eine Ausnahme stellt das Ehrengrab von Gustav Klimt[1] auf dem Hietzinger Friedhof dar). Sie werden auf Dauer des Bestehens des Friedhofs vergeben, die Stadt Wien kommt für sämtliche Kosten auf.[2]
- Ehrenhalber gewidmete Gräber befinden sich auf 34 der 46 Städtischen Friedhöfe.[3] Sie werden ebenfalls auf Friedhofsdauer vergeben, doch trägt die Stadt bloß die Grabmiete. Für die Pflege sind die Angehörigen verantwortlich, sofern vorhanden und greifbar; ansonsten wird das Grab ebenfalls auf Kosten der Stadt gepflegt.[4] Ehrenhalber gewidmete Gräber gibt es auch auf konfessionellen Friedhöfen in Wien, vor allem auf dem evangelischen und den beiden jüdischen Friedhöfen (die sich auf dem Zentralfriedhof und auf dem Evangelischen Friedhof Matzleinsdorf befinden). In diesen Fällen übernimmt die Stadt Wien die Grabmiete, die Betreuung der Grabstelle geht zu Lasten der jeweiligen Glaubensgemeinschaft.
- Die Kategorie Historische Grabstätte wurde im Oktober 2012 eingeführt, um die Grabstätten historisch umstrittener Personen erhalten zu können, ohne diese selbst in irgendeiner Weise zu ehren.[5]

Zusätzlich gab es im Lauf der Zeit noch
- die Widmung der Begräbnisstätte auf Friedhofsdauer,
- die Widmung des Gruftplatzes,
- die Bestreitung der Kosten des Leichenbegräbnisses,
- die Ausgestaltung der Grabstätte sowie
- Kranzniederlegungen aus Anlass von Geburtstags- beziehungsweise Todestagsjubiläen als posthume Ehrungen für den Verstorbenen.[6]

Die Vergabe von gewidmeten Gräbern fällt in die Kompetenz des Wiener Kulturamtes (Magistratsabteilung 7). Diesbezügliche Beschlüsse fasst der 1965 eingerichtete „Ehrungsbeirat“, in letzter Instanz der Bürgermeister.

## Kommissionen
Im Oktober 2003 beschloss der Wiener Gemeinderat die Einsetzung einer Kommission, die alle Grabstätten erfassen und die während der nationalsozialistischen Herrschaft in Österreich zwischen 1938 und 1945 erfolgten Widmungen von Ehrengräbern auf wissenschaftlicher Basis überprüfen sollte. Zusätzlich überprüfte die Kommission auch jene Grabstätten, die ehrenhalber gewidmet waren. Zu den 13 Ehrengräbern des fraglichen Zeitraums kamen dadurch 76 weitere Gräber.
Im Zuge ihrer Recherchen stellte die Kommission fest, dass unabhängig von ihrer Tätigkeit durch die zuständigen Gremien den Grabstätten von
- Wenzeslaus von Gleispach am 14. Mai 1986 und
- dem Jagdflieger Walter Nowotny am 23. Mai 2003 bereits die Ehrenwidmung entzogen worden war.[7]

Zu den Ergebnissen dieser Kommission gehören unter anderem die Erkenntnisse, dass in den Jahren vor 1938 jüdische Bürger trotz großer Leistungen sowie nach 1945 Widerstandskämpfer und NS-Opfer kaum berücksichtigt worden waren.
Von einer im Juni 2011 durch Stadtrat Andreas Mailath-Pokorny eingesetzten Kommission wurden die Grabwidmungen der Wiener Stadtverwaltung 1934–1938 einer Überprüfung unterzogen.
Festgestellt wurde dabei unter anderem
- die fast ausschließlichen Widmungen von Grabstätten von Funktionären der früheren Christlichsozialen Partei,
- der hohe Anteil von Widmungen von Grabstätten von Kulturschaffenden, deren Schaffen den Vorstellungen und der Ideologie des damaligen Regimes entsprachen sowie
- der hohe Anteil an hochgestellten Offizieren des Ersten Weltkriegs, die nach heutiger Sicht als Kriegsverbrecher eingestuft werden müssten.[8]

Eines der Ergebnisse dieser Kommission war die Umsetzung ihres Vorschlags, die Kategorie „historische Grabstätte“ neu einzuführen.